# Urartu
Urartu, Ararat, Biajnili, Królestwo Wan (urart. KURbi-a-i-na, orm. Ուրարտու, tur. Urartular, pers. اورارتو) – starożytne państwo na Bliskim Wschodzie, na Wyżynie Armeńskiej (współcześnie terytorium byłego Urartu znajduje się w granicach Armenii, Turcji i Iranu). Najwcześniejsze wzmianki o Urartu jako związku plemion pochodzą z XIII wieku p.n.e. Jako samodzielne państwo wymienione zostało w źródłach pisanych z VIII wieku p.n.e. Upadek królestwa nastąpił w VI wieku p.n.e., przedtem Urartu zajmowało silną pozycję wśród państw Bliskiego Wschodu.

## Stan badań

### Historia badań archeologicznych
Urartu odkryto na początku XIX wieku. Naukowcy zwrócili uwagę na relację średniowiecznego historyka ormiańskiego Mojżesza Choreńskiego (I,16) o patronacie królowej asyryjskiej Semiramidy nad budową miasta na brzegu jeziora Wan. W 1827 roku Francuskie Towarzystwo Azjatyckie wysłało w okolice jeziora ekspedycję badawczą pod kierunkiem Friedricha Edwarda Schulza (dwa lata po rozpoczęciu prac naukowiec został zabity przez Kurdów). Materiały jego badań dopiero w 1840 roku dotarły do Francji, gdzie zostały opublikowane. Schulz skopiował napisy klinowe i był pierwszym, który opisał ruiny na Skale Wan w Tuszpie jako rezydencję władców samodzielnego państwa, tym samym obalając pogląd, że ruiny i napisy należą do kultury asyryjskiej.
W 1879 roku ekspedycja Muzeum Brytyjskiego prowadziła wykopaliska archeologiczne w okolicach miast Wan i Rusahinili. W latach 1898–1899 zmienił ją zespół badaczy niemieckich. Obie ekspedycje znalazły i skopiowały dużo naskalnych napisów w języku Urartu, w tym roczniki króla Argisztiego I. Większa część znalezionych pod koniec XIX wieku zabytków ruchomych trafiła do Muzeum Brytyjskiego i Muzeum Azji Przedniej w Berlinie. W latach 1911–1916, kiedy znaczna część dawnego Urartu znalazła się w granicach Imperium Rosyjskiego, wykopaliskami archeologicznymi zajęła się ekspedycja rosyjska pod kierunkiem Iosifa Orbelego i Nikołaja Marra. W trakcie badań w niszy Skały Wan odkryte zostały roczniki króla Sarduriego II.
We wschodniej Turcji początek prac archeologicznych został opóźniony z powodu pierwszej wojny światowej, politycznej niestabilności w regionie i niepodległościowych zrywów Kurdów. Niektóre stanowiska archeologiczne, na przykład Toprakkale, zostały obrane za punkty stacjonowania tureckich jednostek wojskowych. Dlatego współcześnie wykopaliska na obszarze Turcji znajdują się jeszcze w stadium początkowym.
Zorganizowanie prac archeologicznych w zachodnim Iranie przez długi czas nie było możliwe z powodu rewolucji islamskiej w 1979 roku. Pod koniec XX wieku rząd irański zezwolił na eksplorację kilku stanowisk archeologicznych.
Na terytorium współczesnej Armenii badania nad północno-wschodnią częścią Urartu prowadzone były od 1939 roku i trwają nieprzerwanie. Wykopaliska na wzniesieniu Karmir Blur zaowocowały liczniejszymi odkryciami niż badania jakiegokolwiek innego miasta Urartu. Uwarunkowane to było niespodziewanym zniszczeniem miasta podczas nocnego szturmu, po którym zostało ono zapomniane, oraz skrupulatnością i dokładnością archeologów. Publikacja kierownika wykopalisk na stanowisku Karmir Blur Borisa Piotrowskiego Królestwo Wan jest uważana za najpełniejszą historię Urartu.

### Źródła do badań
Współcześni naukowcy mają niewiele źródeł dotyczących Urartu. Większość materiałów zawiera jedynie krótkie wzmianki i ma ograniczoną tematykę. Do dyspozycji badaczy są następujące źródła pisane:
- asyryjskie tabliczki gliniane z XIII–VIII wieku p.n.e. są podstawowymi źródłami informacji historycznych i chronologicznych, dzięki którym udało się ustalić daty panowania królów urartyjskich i odtworzyć niektóre daty historii Urartu;
- kroniki babilońskie z VII wieku p.n.e., traktujące głównie o upadku Urartu;
- krótkie wzmianki w tekstach hetyckich;
- królewskie napisy urartyjskie, wykonane przy pomocy pisma klinowego, zapożyczonego od Asyryjczyków, które jednak niewieli mówią o gospodarce, społeczeństwie i kulturze państwa.

Zachowały się urartyjskie pomniki i dzieła sztuki, z których część dotychczas jest niezbadana. Wiele z nich znajduje się w Muzeum Brytyjskim, Ermitażu, w muzeach historycznych Niemiec, Turcji, Armenii i Gruzji. Najwięcej zabytków kultury materialnej Urartu przechowywanych jest w muzeum w Wanie.

### Badania nad językiem
Podczas wykopalisk archeologicznych, prowadzonych w latach 1842–1844 pod patronatem konsula francuskiego w Niniwie i pałacu Sargona II w Dur-Szarrukin, oraz w latach 1845–1849 w Nimrudzie pod kierunkiem A.H. Layarda odkryto gliniane tabliczki, pokryte pismem klinowym, które – po odczytaniu go w połowie XIX wieku – stały się najważniejszym źródłem informacji o Urartu. Rozszyfrowanie pisma, które odkrył Schulz, nastąpiło dopiero pod koniec XIX wieku. Przedtem naukowcy nie mieli jednolitego zdania na temat przynależności języka Urartu. Stawiano tezy bez pokrycia, że jest on spokrewniony z językiem gruzińskim, ormiańskim lub semickim. Przełom zapoczątkowała publikacja A.H. Sayce, poświęcona gramatyce języka Urartu. Jako pierwszy postawił i udowodnił tezę, że język ten jest spokrewniony z językiem huryckim Niemiec J. Friedrich, który również wydał gramatykę języka Urartu.
W ZSRR związki języka urartyjskiego z grupą języków kaukaskich w latach pięćdziesiątych badał Marr. Gruziński historyk Georgij Melikiszwili przetłumaczył i opublikował wszystkie znalezione napisy w tym języku. Rosyjski orientalista Igor Djakonow w tym samym czasie skompletował i przetłumaczył wszystkie wzmianki o Urartu w źródłach asyryjskich, a w następnej dekadzie uzupełnił swoje dzieło o nowe znaleziska. Badania nad językiem urartyjskim prowadzone są na podstawie zachowanych napisów. Językiem tym posługiwali się władcy i prawdopodobnie mieszkańcy centralnej części państwa. Piśmiennictwo Urartu nie upowszechniło się na całym obszarze państwa; było wyłącznie atrybutem królów – wszystkie zachowane napisy opisują wydarzenia z perspektywy panujących.
Większa część naukowców uważa, że język urartyjski należał do grupy huryckiej. Kilka napisów pozostało nadal nieodczytanych, mimo że do ich odszyfrowania stosowano ideogramy urartyjskie. Pismo urartyjskie stworzone zostało na podstawie uproszczonego asyryjskiego pisma klinowego. Na przykład wieloznacznego ideogramu asyryjskiego Urartyjczycy używali tylko w jednym znaczeniu. Z drugiej strony pismo asyryjskie nie było dopasowane do cech fonetycznych języka urartyjskiego, na przykład głoska o, której nie posiadał język asyryjski, była zastępowana znakiem u.

## Warunki naturalne
Królestwo Urartu, usytuowane na Wyżynie Armeńskiej, wyróżniało się naturalną obronnością i różnorodnymi warunkami geograficznymi, co miało wpływ na rozwój gospodarczy i styl życia mieszkańców. Teren państwa obejmował zarówno płaskowyże wulkaniczne, wysokie góry, jak i głębokie wąwozy. Klimat regionu był zróżnicowany: górzyste obszary cechowały się surowymi warunkami, natomiast doliny i równiny miały łagodniejszy klimat. Zróżnicowane warunki naturalne Urartu wpłynęły na różnorodność form gospodarki: w dolinach i nizinach uprawiano rolnictwo, w regionach wysokogórskich – hodowlę. Bogactwo w surowce mineralne (żelazo, miedź, ołów i cyna) sprzyjało przemysłowi.
Występowały tu różne typy roślinności – od półpustyń i stepów po wysokogórskie łąki i lasy, z których część zniknęła na skutek działalności człowieka. Rzeki Araks i Murat, stanowiły źródło wody dla rolnictwa dzięki rozwiniętym systemom irygacyjnym. Region miał również trzy duże jeziora: Wan, Urmia i Sewan, różniące się cechami i występowaniem ryb.

## Toponimika
Państwo, istniejące na Wyżynie Armeńskiej w XIII–VI wiekach p.n.e., było określane za pomocą następujących nazw:
- Urartu – asyryjska nazwa państwa, była w użyciu od IX wieku p.n.e. w piśmiennictwie asyryjskim i babilońskim. Istnieją przypuszczenia, że nazwa ta oznaczała „wysoka kraina”[29][30]. W X wieku p.n.e. w Asyrii występowała także jej odmiana – Uratri.
- Biajni lub Biajnili – miejscowa nazwa o niewyjaśnionej etymologii. Określenie to występowało zarówno jako nazwa całego państwa, tak i regionu, gdzie nastąpiła konsolidacja plemion urartyjskich w pobliżu pierwszej stolicy Urartu – Arzaszkuna. Nazwa miasta Wan, które obecnie znajduje się na miejscu niegdysiejszej stolicy, prawdopodobnie ma związki etymologiczne z Biajnili[31].
- Królestwo Wan – obecnie używana nazwa Urartu w niektórych środowiskach naukowych[29][31]
- Kraina Nairi – wczesnoasyryjska nazwa grupy plemion, zamieszkałych na terytorium Urartu. Określenie to występowało w XIII–XI wiekach p.n.e. Morzem Krainy Nairi nazywano jezioro Wan. Określenie to zachowało się także w późniejszych tekstach asyryjskich i przyjęte zostało z języka akadyjskiego – tâmtu ša mât Nairi. Niektórzy naukowcy uważają, że Nairi jest asyryjskim określeniem Hurytów[32], co potwierdza pokrewieństwo języka huryckiego z urartyjskim[24][25].
- Ararat – niepoprawne, powtórzone za masoretami, odczytanie aramejskiego napisu rrt. Nazwa występuje w tekstach biblijnych, zachowała się również we współczesnej toponimice. Naukowcy dokonali porównania słów „Ararat” i „Urartu” na podstawie łacińskich i greckich przekładów Biblii. Według Księgi Rodzaju w greckim tłumaczeniu Arka Noego zatrzymała się w górach Ararat – ἐπὶ τά ὅρη τα ΄Αραράτ. Łaciński tekst wymienia góry Armenii – super montes Armeniæ. W rękopisach z Qumran występuje aramejski napis hwrrt, który wskazuje na Urartu[33].
- Kraina Alarodów (grecka nazwa – Αλαρόδτοι) – nazwa Urartu, stosowana przez Herodota.
- Chaldea – błędna nazwa, stosowana przez niektórych historyków przełomu XIX i XX wieku. Zasugerowana została przez połączenie informacji ze źródeł antycznych, gdzie występuje kraina Chaldów – καλδαῑοι, z imieniem naczelnego bóstwa Urartu – Chaldiego[34]. Pogląd ten został obalony po gruntownych badaniach lingwistycznych[24] i historycznych[31][35].
- Aratta – starożytna górska kraina, wspomniana w tekstach sumeryjskich z trzeciego tysiąclecia p.n.e. Arattę z Urartu utożsamiano w nielicznych kręgach historycznych po przeprowadzonych przez D. Rohla[36] badaniach fonetycznych. Dotychczas jednak nie znaleziono żadnych źródeł pisanych, które potwierdziłyby poprawność tej teorii. Większość naukowców jest zdania, że starożytna Aratta położona była w górach centralnego bądź południowo-zachodniego Iranu[37][38].

| Lokalizacja                                                                | Opis                                                          | Nazwa urartyjska  | Nazwa asyryjska    | Nazwa grecka      | Stanowisko archeologiczne |
| -------------------------------------------------------------------------- | ------------------------------------------------------------- | ----------------- | ------------------ | ----------------- | ------------------------- |
| Jezioro Wan                                                                | Słone jezioro w centrum państwa                               | Arsene ?          | Morze Krainy Nairi | Tospitis, Topitis |                           |
| Wzniesienie w pobliżu miasta Wan                                           | Stolica Urartu w latach 840–660 p.n.e.                        | Tuszpa (ṭu-uš-pa) | Turuszpa, Tuszpa   |                   | Skała Wan                 |
| Wzniesienie w pobliżu miasta Wan                                           | Stolica Urartu w latach 660–600 p.n.e.                        | Rusahinili        |                    |                   | Toprakkale                |
| Murat (Arazani)                                                            | Dopływ Eufratu                                                | Arzani            |                    | Arzanias          |                           |
| Wzniesienie Arin Berd w pobliżu Erywania                                   | Miasto-twierdza                                               | Erebuni           |                    |                   | Arin Berd                 |
| Armawir                                                                    | Miasto-twierdza                                               | Argisztihinili    |                    |                   | Nor Armawir               |
| Wzniesienie w pobliżu Erywania                                             | Miasto-twierdza, stolica w końcowym okresie istnienia państwa | Tejszebaini       |                    |                   | Karmir Blur               |
| 18 km na północ od irańskiej wioski Mudjesir, na północ od miasta Rawanduz | Centrum religijne Urartu, ośrodek kultu Chaldiego             | Ardini            | Musasir (Muzazir)  |                   |                           |

## Historia

### Plemiona Nairi
Ludność Urartu była niejednolita pod względem etnicznym. Obecnie pod pojęciem etnogenezy ludności Urartu środowiska naukowe rozumieją pochodzenie plemienia dominującego, którego przedstawiciele sprawowali rządy w państwie, a które posługiwało się językiem urartyjskim. Badacze wypracowali konsensus odnośnie do pokrewieństwa języka urartyjskiego z huryckim, a także rozpoczęcia ekspansji plemion urartyjskich na obszar Wyżyny Armeńskiej z rejonu Rewanduz w zachodnim Azerbejdżanie, gdzie znajdowało się starożytne miasto Musasir, zamieszkane przez plemiona urartyjskie. Skromne znaleziska archeologiczne oraz brak zachowanego piśmiennictwa innych plemion Nairi nie pozwala na określenie ich pochodzenia.
Naukowcy przypuszczają, że ludność Urartu prowadziła podwójny tryb życia: osiadły i nomadyczny. Nie ma jednolitego zdania co do obecności imigrantów z państw sąsiednich, położonych na południowy wschód, północny wschód i zachód od Urartu. Zgodni są natomiast co do faktu obecności dużej grupy Hurytów, którzy rozproszyli się po upadku państwa Mitanni, a których prawdopodobnie Asyryjczycy określali mianem Nairi.
Prowadzi się także badania nad obecnością w składzie Urartu plemion protoormiańskich, które mogły posługiwać się językiem protoormiańskim. Etnogeneza Ormian znajduje się w centrum zainteresowań naukowców ormiańskich. W historiografii światowej panuje jednak pogląd, że plemiona protoormiańskie przybyły z Zachodu na Wyżynę Armeńską pod koniec drugiego tysiąclecia p.n.e. przed ukształtowaniem się państwa Urartu i osiedliły się na terenach historycznej Armenii i współczesnej tureckiej prowincji Malatya.

### Kształtowanie się państwa (XIII–IX wiek p.n.e.)

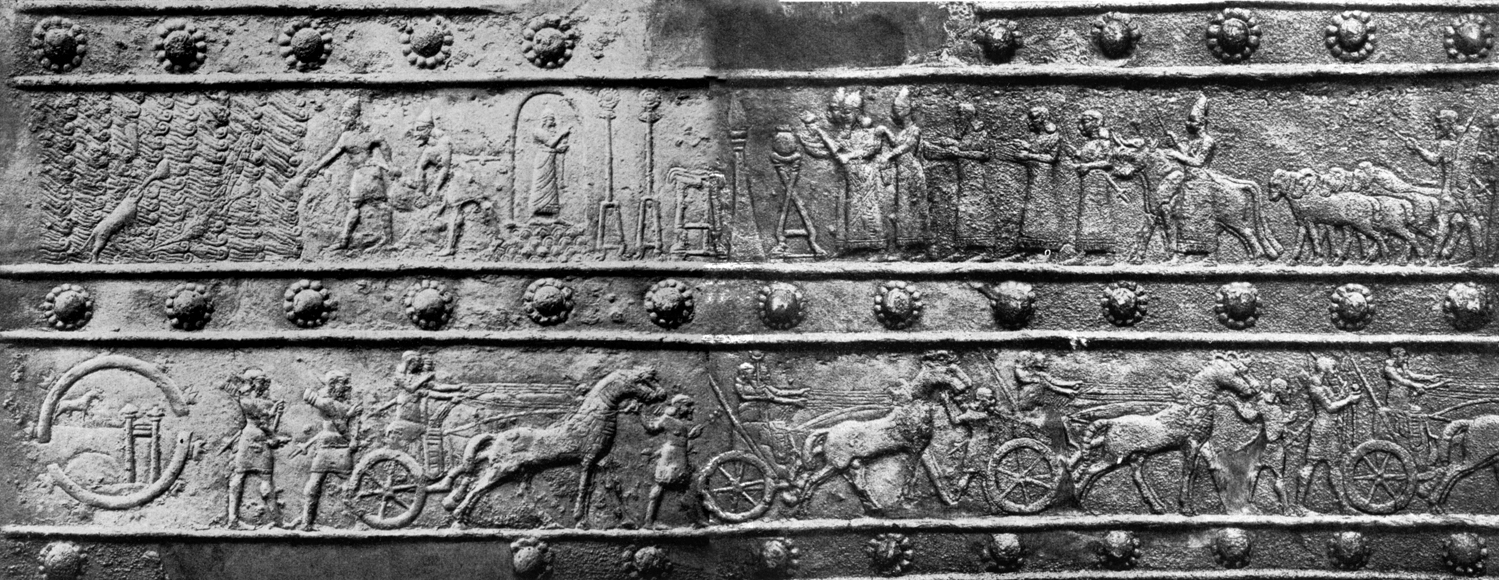
Fragment asyryjskiej płaskorzeźby (szerokość 27 cm) z czasów Salmanasara III, która zdobiła bramę. Przedstawia scenę zwycięstwa wojsk asyryjskich nad urartyjskimi około 858 roku p.n.e. Inskrypcja: „Wizerunek mój nad morzem Krainy Nairi postawiłem, ofiary bogom złożyłem”

Najstarsza historyczna wzmianka o Urartu pochodzi z tekstów króla Asyrii Salmanasara I z XIII wieku p.n.e. Wiadomo z nich, że król Urartu bez powodzenia prowadził wojny z Asyrią. Wojska asyryjskie regularnie plądrowały Urartu i wywoziły łupy: bydło i złoto. Jeden z wojennych pochodów został opisany w imieniu Salmanasara I:
„W czasie mojego arcykapłaństwa powstały przeciwko mnie krainy Uruatri. Wzniosłem ręce do Aszura i wielkich bogów, zarządziłem zbiórkę moich wojsk. Na ich góry potężne wspiąłem się; krainy Chimme, Uatkun, Bargun, Salua, Chalila, Lucha, Niliparchi i Zingun, osiem krain z ich wojskami pokonałem. Pięćdziesiąt jeden osad zburzyłem, spaliłem, uprowadziłem ich jeńców i majątek. Wszystkie krainy Uruatri rzuciłem do nóg Aszura, mojego władcy. Ich dzieci zabrałem, wziąłem sobie do usług [...], ciężką daniną na wieki obłożyłem”.
Liczne teksty asyryjskie nazywają Urartu Nairi. Nazwa ta prawdopodobnie służyła do określenia plemienia zamieszkującego Urartu. Wymienione krainy Uruatri w opowieści Salmanasara I, wzmianki o królach Nairi potwierdzają przypuszczenie, że w XIII wieku p.n.e. Urartu nie stanowiło jednolitej państwowości, lecz raczej było związkiem spokrewnionych plemion.
Badacze Urartu są zdania, że konflikty z Asyrią przyczyniły się do powstania najpierw związku plemion, a później scentralizowanego państwa na Wyżynie Armeńskiej. Bogactwa naturalne sprzyjały temu procesowi, jednak czynniki polityczne i militarne nie pozwalały na rychłe zjednoczenie aż do epoki żelaza. Skuteczną obronę przed Asyryjczykami umożliwiła dopiero technologia obróbki żelaza. Użycie żelaznej broni przyśpieszyło sukcesy militarne. Narzędzia pracy z tego metalu umożliwiły budowę masywnych i trwałych twierdz obronnych.
Proces zjednoczenia plemion i umocnienie państwa trwały kilka stuleci. Pierwsza, nieudana, próba centralizacji Urartu miała miejsce za panowania króla Arame. W latach 858–856 p.n.e. Asyria dokonała kilka najazdów na Urartu. Wojska Salmanasara III zburzyły pierwsze stolice Nairi – Sugunię i Arzaszku, których położenie dotychczas nie zostało odkryte. Następna próba zjednoczenia miała miejsce około 844 roku p.n.e. Na czele plemion urartyjskich stał wówczas Sarduri I. Wzniósł on nową stolicę – Tuszpę – na wschodnim brzegu jeziora Wan. Na drodze do niej stworzył także siatkę twierdz. Wybór miejsca dla budowy Tuszpy był prawdopodobnie uwarunkowany czynnikami religijnymi: stolica powstała w miejscu ośrodka kultu religijnego urartyjskiego boga słońca – Sziwini. Na zachodnich stokach Skały Wan zachował się mur twierdzy; złożony był z wielkich głazów, sięgających sześciu metrów wzdłuż i około jednego metra wzwyż. Na murze zachowały się napisy asyryjskie, informujące o budowie twierdzy przez króla Sarduriego, syna Lutipriego. Za panowania króla asyryjskiego Salmanasara III zarówno asyryjskie, jak i urartyjskie źródła zawierają informacje o centralizacji Urartu i powstaniu urartyjskiej dynastii królewskiej.
Po umocnieniu państwa przez Sarduriego I Asyryjczycy zaprzestali najazdów w głąb Urartu, zadowalając się plądrowaniem południowych obszarów przygranicznych. Podczas bezpośrednich starć na terenie otwartym wojska urartyjskie przegrywały z asyryjskimi. Atutami Urartu w razie wojny były surowy klimat Wyżyny Armeńskiej i mocne kamienne twierdze, które zdobyć można było przy pomocy ciężkich machin oblężniczych. Mocy takich maszyn oraz sił żołnierzy, którzy je transportowali, starczyło na kilka nieznacznych zwycięstw, wyprawy wojenne wojsk asyryjskich w głąb Urartu zostały udaremnione.

### Potęga Urartu (koniec IX–połowa VIII wiek p.n.e.)

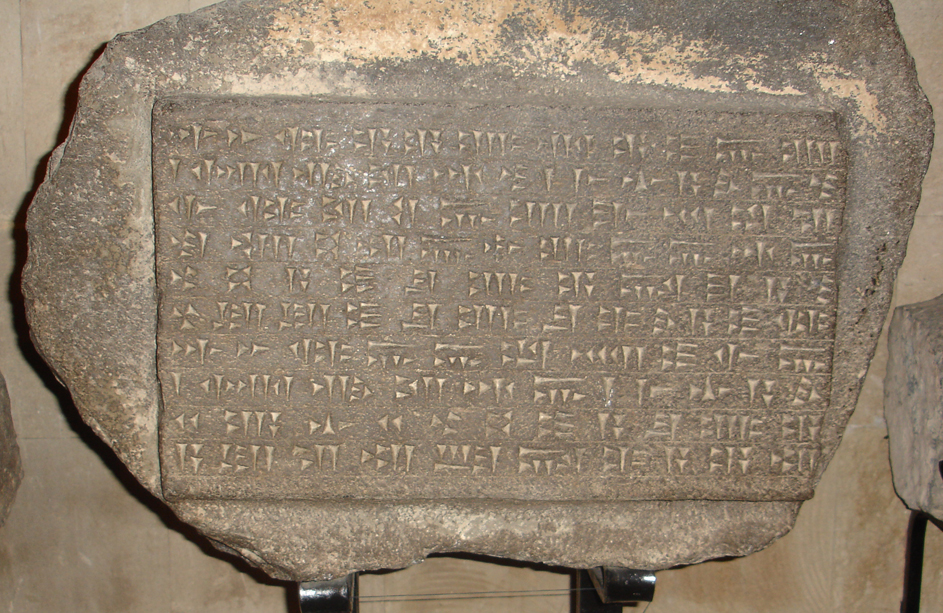
Tabliczka z wykopalisk na Arin Berd w 1958 roku (Muzeum „Erebunu” w Erywaniu). Inskrypcja: „Silny Chaldim Argiszti, syn Menui, zbudował tę potężną twierdzę; nadał jej imię Erebuni dla potęgi krainy Biajni i dla zastraszenia wrogiego państwa. Ziemia była pustynna, wielkich spraw tu dokonałem. Silny Chaldim Argiszti, syn Menui, potężny król, król krainy Biajni, władca Tuszpy”

Pod koniec IX wieku p.n.e., za panowania króla Iszpuini, syna Sarduriego I, nastąpił wzrost potęgi Urartu z ośrodkiem władzy w Tuszpie. Państwo stopniowo poszerzało swe terytorium: na południu przyłączono obszar między jeziorami Wan i Urmia oraz terytoria na południe od Urmii, na północy – dolinę rzeki Araks. Nastąpiła również centralizacja religii urartyjskiej. Bóstwa poszczególnych plemion zostały połączone w jeden panteon, na czele którego stały bóstwa centralnej części państwa: Chaldi, Tejszeba i Sziwini. W tym samym okresie pojawiły się także tabliczki, zapisane pismem klinowym w języku urartyjskim.
Wraz z rozpoczęciem panowania syna Iszpuini – Menui – na terytorium Urartu rozpoczęto na szeroką skalę budownictwo. Za jego panowania w latach 810–786 p.n.e. powstały twierdze, chroniące dostępu do obszarów położonych nad Wanem, pałace, świątynie oraz kanał, który dostarczał wodę do Tuszpy. W całym kraju prowadzono liczne prace irygacyjne. Okres panowania Menui zbiegł się z rządami w Asyrii królowej Semiramidy. Ustały walki między dwoma państwami, Urartu weszło w fazę wpływów kulturowych Asyrii. Mimo że budowle nad jeziorem Wan były związane z imieniem rządzącego Menui, jako bardziej popularne określenie czasu ich powstania służy okres panowania Semiramidy. Armeński historyk średniowieczny, Mojżesz Choreński, przytoczył legendy o osobistym zaangażowaniu królowej asyryjskiej w prace budowlane Urartu.
Za panowania Menui nie zaniechano ekspansji terytorialnej na północ w kierunku Zakaukazji i na południowy zachód wzdłuż Eufratu. Poszerzenie granic Urartu pozwoliło na objęcie kontroli nad szlakiem handlowym z Asyrii do Azji Mniejszej. Spowodowało to osłabienie strategicznej pozycji Asyrii, która tą drogą sprowadzała z Azji Mniejszej żelazo i konie. Utrudniło to także dostarczanie koni na obszary położone na wschód od Urmii.
Napięcia o podłożu ekonomicznym między Asyrią a Urartu przerodziły się w sześcioletni okres wojen, które rozpoczął król asyryjski Salmanasar IV, panujący w latach 783–772 p.n.e. W tym czasie rządy w Urartu sprawował syn Menui – Argiszti I. Udało mu się obronić granice państwa i nie pozwolił na przywrócenie wpływów Asyrii na terytoriach przygranicznych.
Argiszti I dokonał kilku udanych wypraw wojennych na Mannę, podbijając terytoria na południowy wschód od Urmii. Za jego panowania powstały nowe osady i miasta na Kaukazie Południowym, na terytorium dzisiejszej Armenii. Do takich miast należały, między innymi, Argisztihinili i Erebuni. Pierwsze przez długi okres było jednym z potężniejszych centrów administracyjnych Urartu, drugie, położone niedaleko współczesnego Erywania, było miastem-twierdzą chroniącym Dolinę Ararat przed najazdami z północy.
Na okres panowania Argisztiego I przypadł szczyt potęgi Urartu. Państwo kontrolowało tereny wokół Urmii (Zakaukazja), asyryjskie szlaki handlowe. Asyria, po utracie możliwości sprowadzenia żelaza i koni z Azji Mniejszej, znalazła się w okresie ekonomicznego i politycznego upadku. Salmanasar IV, współczesny Argisztiemu I, opisał króla urartyjskiego: „Argiszt Urartyjczyk, którego imię jest straszne jak ciężka burza, którego moc jest wielka”. Po Argisztim I nastąpił okres panowania jego syna – Sarduriego II, który kontynuował politykę ojca. Dokonał licznych wypraw wojennych, kontynuując poszerzanie granic państwa.
Urartu w połowie VIII wieku p.n.e. stanowiło typowy przykład państw tego okresu: królowie pełnili władzę despotyczną, dążyli do podbojów sąsiednich plemion i państw. Z podbitej ludności czyniono niewolników bądź przesiedlano ją na inne obszary. Nie istniały dokładnie wytyczone granice, a królowie Urartu przez kilka wieków dokonywali wypraw wojennych na terytoria przygraniczne w celu zastraszenia podległych plemion. Urartu nigdy nie osiągnęło takiej potęgi jak Asyria w szczytowym okresie swojego istnienia: władza nad wieloma sąsiednimi plemionami była krótkotrwała. Charakterystyczną cechą Urartu było rozbicie pod względem kulturowym i językowym. Władza centralna w krótkim czasie po zjednoczeniu plemion ustanowiła model państwa, którego wzorzec zapożyczyła z Asyrii: na ogromnym terytorium zostało upowszechnione rolnictwo, wspierane sztucznym nawadnianiem, wprowadzone pismo klinowe, charakterystyczną dla Międzyrzecza religię politeistyczną oraz kanon sztuki. Do tego modelu Urartu dodało architekturę obronną. Przygraniczne rejony, które podporządkowała Tuszpa, nie były jednak zbytnio integrowane z centrum, dlatego, w razie potencjalnej zmiany równowagi sił w regionie, mogły zostać utracone.

### Osłabienie państwa (połowa VIII–koniec VII wieku p.n.e.)

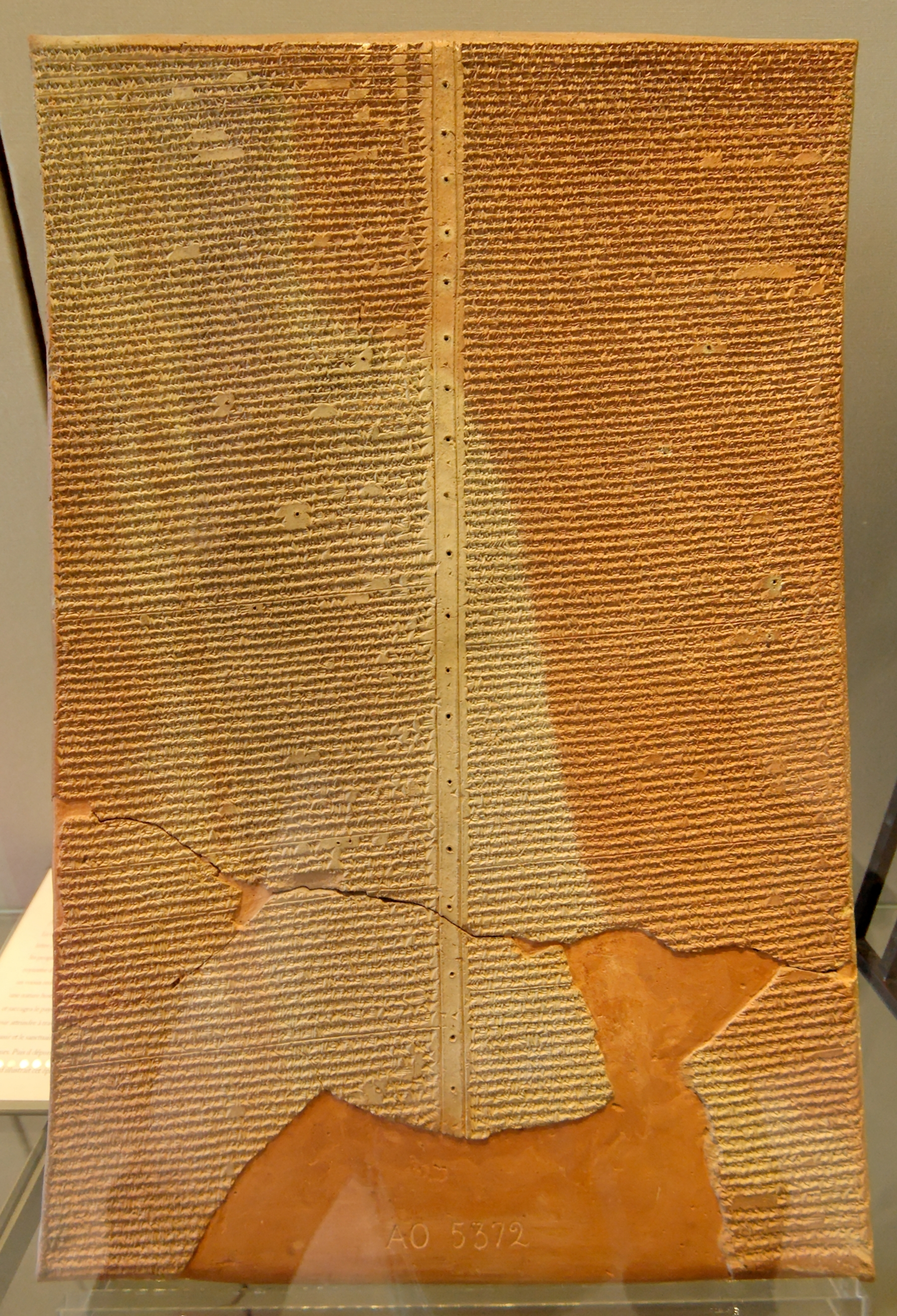
Fragment roczników Sargona II, tzw. „tabliczka z Luwru” (Nr A05372) znaleziona pod koniec XIX wieku w bibliotece Aszurbanipala. Tekst w dialekcie babilońskim jest relacją zdawaną przez Sargona II Aszurowi o wyprawie przeciwko Urartu

W 744 roku p.n.e. panowanie w sąsiedniej Asyrii objął Tiglat-Pileser III, którego polityka była skierowana na przywrócenie potęgi swojego państwa w Azji Przedniej. W tym celu Tiglat-Pileser III przeprowadził reformę w armii asyryjskiej, po czym rozpoczął działania militarne skierowane przeciwko Urartu. W 735 roku p.n.e. miała miejsce decydująca bitwa nad zachodnim brzegiem Eufratu. Asyryjczycy pokonali armię Urartu, uprowadzając dużą liczbę jeńców i zdobywając wiele trofeów. Sarduri II uciekł z pola bitwy i ukrył się za murami Tuszpy, a Tiglatpilesar III wyruszył w głąb państwa:
„Sarduriego Urartyjczyka zamknąłem w Turuszpie, jego głównym mieście, wielkiej rzezi dokonałem przed bramą miasta, wizerunek mojej potęgi ustanowiłem naprzeciwko miasta. Sześćdziesiąt miar szlaku po ogromnym państwie Urartu z góry na dół zwycięsko przeszedłem i nie spotkałem przeciwnika. Kraje Ulluba i Chabchu, położone na stokach góry Nal, podbiłem i przyłączyłem do Asyrii”.
Okoliczności śmierci Sarduriego II pozostają niewyjaśnione. Po porażce państwo Urartu częściowo rozpadło się, a niektóre podbite plemiona zbuntowały się przeciwko władzy centralnej. Rusa I, który wstąpił na tron w 735 roku p.n.e., zastał osłabione państwo. Jego panowanie cechowało dążenie do zachowania państwowości Urartu i zapobiegania dalszej utracie ziem. Odnaleziono stelę Rusy I z wyrytą inskrypcją „Z moimi dwoma końmi i moim woźnicą, własnymi rękoma opanowałem Urartu”. Rusa I zdławił większą część buntów w różnych częściach państwa i przez długi okres unikał konfrontacji z Asyrią. Gdy na tronie Asyrii zasiadł Salmanasar V, między dwoma państwami zawarto pokój, który Rusa I wykorzystał na odbudowę państwa. Dużo uwagi poświęcono na wzmocnienie północnych obszarów nad Urmią. Powstało tam nowe centrum – miasto Ulcha. Na skale, niedaleko Tuszpy, zbudowano nową stolicę Urartu – Rusahinili.
W 722 roku p.n.e. królem Asyrii został wojowniczy młodszy syn Tiglat-Pilesera III, Sargon II, który pozbawił tronu swojego brata, Salmanasara V. Celem polityki Sargona II było przywrócenie potęgi Asyrii. W latach 722–719 p.n.e. Asyria zaangażowała się w wojny w Syrii i Palestynie. Po uporaniu się z sytuacją na zachodzie, w 718 roku p.n.e., Sargon II skierował się na północ. Jego posunięcia strategiczne były dokładnie przemyślane. Zachowały się tabliczki w rezydencji Dur-Szarrukin, zawierające doniesienia zwiadowców Sargona II w Urartu. Wywiad miał duże znaczenie dla Asyrii. Świadczy o tym fakt, że dowodzącym został mianowany Sennacheryb, syn Sargona II i jego następca na tronie.
W latach 718–715 p.n.e. wojny między Asyrią a Urartu trwały na terytorium Manny, położonej na wschód od Urmii. Kilka razy Sargon II podbijał to państewko i wyznaczał lojalnego wobec Asyrii króla. W odpowiedzi Rusa I popierał powstania Mannijczyków na czele z zależnym od siebie królem.
W 714 roku p.n.e. Sargon II otrzymał od szpiegów informację, że wyprawa Rusy I na Kimerów zakończyła się niepowodzeniem. Skierował więc swoje wojska na Mannę. Zdobycie tego państewka nie stanowiło problemu dla doskonale wyszkolonej armii asyryjskiej. Lojalne wobec Rusy I wojsko Manny ratowało się ucieczką w głąb Urartu. Sargon II ruszył za nim. Po otrzymaniu doniesienia, że Rusa I zebrał siły w dolinie na wschód od Urmii i zamierza zaatakować od tyłu armię asyryjską, Sargon II zmienił swoje plany i skierował się naprzeciw wojskom urartyjskim. Asyryjczykom udało się nocą, z zaskoczenia, zaatakować Rusę I. Wojska uratyjskie poniosły klęskę, a ich król uciekł z pola bitwy. Armia asyryjska przemieszczała się dalej na północ, zdobyła Ulchę i dotarła do jeziora Wan, gdzie Sargon II otrzymał kolejne doniesienia swoich zwiadowców. Prawdopodobnie były one niekorzystne dla Asyryjczyków, skoro król asyryjski odesłał większość swoich wojsk do Dur-Szarrukinu. Z pozostałą częścią swojej armii Sargon II przedsięwziął niebezpieczną wyprawę przez porośnięte lasem góry i niespodziewanie dla Urartyjczyków znalazł się w pobliżu Musasiru, ośrodka kultu Chaldiego, miejsca koronacji królów urartyjskich od czasu panowania Iszpuini. Miasto i świątynia zostały zniszczone. Na wieść o tym Rusa I popełnił samobójstwo.
Dokładna trasa wyprawy Sargona II jest tematem naukowych debat. Część badaczy uważa, że armia asyryjska przemieszczała się drogą na północ od Wanu i Urmii, część przypuszcza, że na północ tylko od Urmii. Są jednak zgodni, że Urartu poniosło klęskę i utraciło Musasir, wraz ze zburzeniem którego zachwiała się wiara w potęgę bóstwa Chaldiego.
Pod koniec VIII wieku p.n.e. Sargon II zginął na skutek zamachu. Krótko po tym Asyria została pogrążona w kryzysie politycznym na skutek rywalizacji z Babilonią i Medią. Państwa te niecałe sto lat później doprowadziły Asyrię do upadku. W Urartu nastąpił okres panowania syna Rusy I, Argisztiego II.
Polityka zewnętrzna Urartu i Asyrii zmieniła się: konflikty coraz częściej starano się rozwiązywać drogą dyplomacji. Obawiając się nowych klęsk w razie wybuchu kolejnej wojny, Urartu zrezygnowało z pretensji do północnych terenów zależnych od Asyrii, zachodnich wzdłuż Eufratu, południowych nad Urmią. Asyria natomiast zaniechała większych wypraw wojennych na północ. Stosunki między dwoma państwami polepszyły się na tyle, że Argiszti II uzyskał pozwolenie wykupienia od Asyrii posągu z brązu boga Chaldiego. Na przełomie VIII–VII wieku p.n.e. Urartu kierowało ekspansję terytorialną jedynie we wschodnim kierunku. Zasięg granic wschodnich najdalej sięgnął właśnie za czasów Argisztiego II.
Rusa II, następca Argisztiego II, korzystając z długotrwałego pokoju, rozpoczął odbudowę państwa. Za jego panowania zbudowano liczne miasta-twierdze i świątynie. Do najważniejszych budowli należały, między innymi, twierdza Tejszebaini na wzniesieniu Karmir Blur, która niespełna sto lat później jako ostatnia została zdobyta przez Babilończyków, Bastama i Ajanis. W pobliżu Tuszpy powstała nowa stolica – Rusahinili. Prawdopodobnie budowniczymi byli potomkowie Hetytów, przesiedleni za czasów Argisztiego I do Erebuni. Zdaniem niektórych badaczy dali oni początek Ormianom. Część naukowców uważa, że plemiona protoormiańskie rozprzestrzeniły się na obszarze Wyżyny Armeńskiej za panowania Rusy II.

### Zmierzch (koniec VII–VI wiek p.n.e.)
Niecałe sto lat po śmierci Rusy II Urartu zniknęło ze starożytnych map i zostało zapomniane. O schyłku Urartu zachowało się mało źródeł, dlatego istnieje kilka sprzecznych poglądów o kolejności sprawowania władzy królów urartyjskich. Najbardziej prawdopodobna chronologia władców została opracowana na podstawie badań archeologicznych na wzniesieniu Karmir Blur: Sarduri III panował około 639–625 p.n.e., Sarduri IV – 625–620 p.n.e., Erimena, świadek upadku Asyrii, – 620–605 p.n.e., Rusa III – 605–595 p.n.e. Rusa IV – 595–585 p.n.e.
W VII wieku p.n.e. Asyria znalazła się w stanie głębokiego kryzysu politycznego, mimo to Urartu nie podejmowało żadnych prób przejęcia na nowo kontroli nad szlakami handlowymi łączącymi Mezopotamię z Azją Mniejszą. Z badań korespondencji Sarduriego III i Aszurbanipala wynika, że Urartu znajdowało się w zależności politycznej od Asyrii.
Zmieniła się równowaga sił w regionie. Pojawili się nowi przeciwnicy, którzy zagrażali obu państwom. Od północy Urartu było atakowane przez plemiona Scytów i Kimerów, od południowego wschodu – przez Medów, którzy systematycznie burzyli miasta-twierdze. Zostały podbite, między innymi, Tuszpa i Rusahinili. Resztki wojsk urartyjskich schroniły się w ostałych ośrodkach w Zakaukazji. Rolę stolicy Urartu w tym okresie pełniło miasto Tejszebaini. Istnieją przypuszczenia, że twierdza w tym mieście mogła paść pod naciskiem Medów lub Babilończyków, bardziej prawdopodone jest jednak, że zdobyli ją Scytowie i Kimerowie.

## Gospodarka

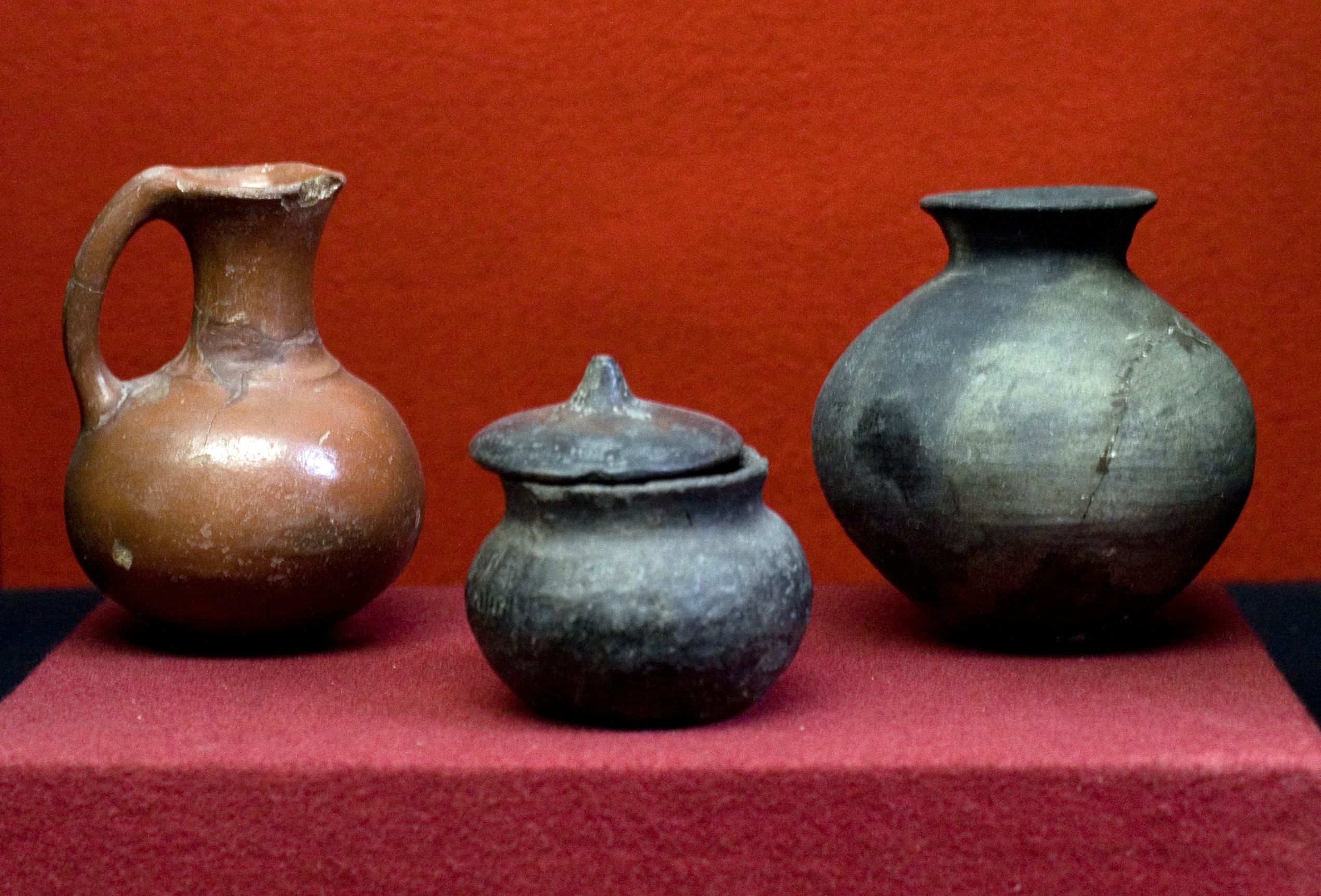
Ceramiczne garnki

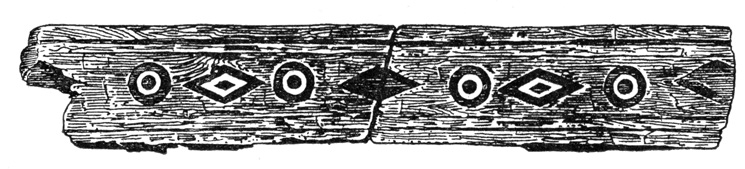
Ornament na drewnie

### Irygacja
Ekonomia Urartu nie różniła się zbytnio od systemów gospodarczych innych państw Starożytnego Bliskiego Wschodu, w szczególności Asyrii. System irygacyjny obejmował kanały, tamy oraz sztuczne zbiorniki wodne, które umożliwiały efektywne nawadnianie terenów rolniczych i zaspokajanie potrzeb ludności na trudnych, górzystych i suchych obszarach. Na terenach królestwa zbudowano szereg kanałów i sztucznych zbiorników wodnych. Za duże osiągnięcie urartyjskiego systemu irygacji uznaje się działający do dziś Kanał Menui, który dostarczał wodę do Tuszpy. 

### Rolnictwo
Na podstawie badań archeologicznych ustalono, że początek rozwoju rolnictwa w Urartu przypada na trzecie tysiąclecie p.n.e. Sposoby uprawy ziemi systematycznie doskonalono – wiele technik zapożyczono z Asyrii. Ze źródeł pisanych wiadomo, że uprawiano pszenicę, jęczmień sezam, orkisz, rozwijało się sadownictwo, a także uprawa winorośli i produkcja wina.
Roślin wiechlinowatych, w szczególności prosa, używano do wypiekania chleba i warzenia piwa. Z sezamu tłoczono olej. Upowszechniona była produkcja wina, które na szeroką skalę eksportowano do Mezopotamii, gdzie warunki naturalne nie były korzystne dla uprawy winogron.
Urartu miało rozwiniętą technologię rolniczą. Większość narzędzi wyrabiano z żelaza. Do orki wykorzystywano ciężkie pługi, zaprzężone w parę, rzadziej w dwie pary, wołów. Nad kanałami nawadniającymi budowano młyny. Spichlerze, zakłady produkujące olej oraz piwnice do przechowywania wina budowano blisko pałacu królewskiego.

### Hodowla
Praktyka chowu zwierząt była znana już w trzecim tysiącleciu p.n.e. Bydło urartyjskie systematycznie trafiało do Asyrii w ramach handlu, kontrybucji lub wojennych trofeów, zagarnianych przez Asyryjczyków. Urartyjczycy z kolei organizowali wypady na tereny Zakaukazji, żeby sprowadzić stamtąd stada zwierząt hodowlanych. Gospodarka pasterska w Urartu miała formę cyklicznych wypasów zwierząt na jajłach – typowych dla górskich rejonów letnich pastwiskach. W dokumentach zachowały się wzmianki o hodowli byków, krów, owiec, odkryto szczątki świń domowych i wielbłądów. Podczas wykopalisk archeologicznych znaleziono pozostałości po maselnicach, naczynia do wyrabiania sera, ślady istnienia technologii garbowania. Ze źródeł wiadomo, że regularnie składano bydło w ofierze.
Strategiczne znaczenie dla Urartu miała hodowla koni. Warunki naturalne sprzyjały rozwojowi tej gałęzi gospodarki. Konie były najbardziej rozpowszechnionymi zwierzętami domowymi w Urartu. Stanowiły też najbardziej pożądany łup wojenny dla Asyrii, która miała ograniczone możliwości dla ich hodowli i najczęściej sprowadzała je z Azji Mniejszej i Urartu.

### Metalurgia
Wyżyna Armeńska to najstarsze centrum metalurgii. Pierwsze dowody na użycie technologii obróbki metalu pochodzą z przełomu VIII–VII tysiąclecia p.n.e., z okresu sprzed powstania tu ceramiki. Prace archeologiczne w osadzie Chaionu-Tepe, położonym u źródeł Tygrysu, zaowocowały odkryciem wyrobów z miedzi.
Na terytorium Urartu znajdowało się kilka kopalni żelaza, miedzi, ołowiu i cyny. Istnieją przypuszczenia, że technologia wytopu żelaza została opracowana na obszarze Wyżyny Armeńskiej. Rzemieślnicy urartyjscy produkowali dużą ilość wyrobów metalowych, w tym z żelaza. Wykorzystywano je w rolnictwie i do produkcji uzbrojenia. Wyroby z żelaza były eksportowane do Mezopotamii i Medii, na obszary dzisiejszego Iranu, i do Azji Przedniej.

### Rzemiosło
Kultura Urartu wytworzyła własny system obróbki kamieni, które wykorzystywano przede wszystkim do budowy twierdz. Podczas wykopalisk znalezione zostały również delikatnie grawerowane kamienne ozdoby, które wymagały precyzji i czasochłonnej obróbki. W Skale Wan wydrążona została jaskinia, którą zagospodarowano na rezydencję króla, świątynię i pomieszczenia użytkowe. Kamienie pozostałe z tych prac wykorzystano do budowy pobliskich umocnień.
Wytwarzanie wyrobów ceramicznych było rozpowszechnione w całym państwie. Dużą ilość naczyń wypalano na potrzeby produkcji wina. Urartyjskie gliniane garnki i kotły miały ornamenty i ozdoby. Prawdopodobnie rozwinięta była technika obróbki drewna, tkactwo i inne rzemiosła, jednak niewiele takich wyrobów zachowało się.

## Wojskowość
Początkowo wojsko urartyjskie wzorowało się na hetyckim. Świadczą o tym wizerunki żołnierzy urartyjskich na płaskorzeźbach z IX wieku p.n.e. Nosili skórzane hełmy i zbroje.
Zwycięskie pochody Salmanasara III na Urartu przyczyniły się do reformy armii urartyjskiej. Nastąpiło to za panowania Aramea i Sarduriego I. Przekształcenie polegało na przejęciu wzorca asyryjskiego. Od VIII wieku p.n.e. piechota była uzbrojona w żelazne miecze i łuki. Większość żołnierzy posiadała hełmy i zbroje z brązu. Na wyposażeniu armii urartyjskiej znajdowały się rydwany bojowe, które swoim kształtem przypominały rydwany późnoasyryjskie.
Głównodowodzącym armii Urartu był król. By podtrzymać wysokie morale w armii przeprowadzano igrzyska, w których brali udział najlepsi żołnierze, a niekiedy też królowie.
Podczas bitew na otwartym terenie armia urartyjska nigdy nie dorównała asyryjskiej. Wygrywała natomiast w wojnach obronnych, wykorzystując swoje niedostępne twierdze.
Średnio raz w roku odbywały się wyprawy wojenne. Ich celem było poszerzenie terytorium państwa kosztem słabszych sąsiadów lub zastraszenie i zagarnięcie łupów z własnych terenów, położonych na obrzeżach państwa. Zachowały się wzmianki o wielkości wojska króla Iszpuiniego: sto rydwanów, dziesięć tysięcy jazdy i trzy tysiące piechoty.

## Religia
Religia Urartu miała wiele wspólnych cech z religiami Mezopotamii. Posiadała własny panteon bóstw. Większość z nich została zapożyczona z religii Sumeru, Akkadu i Asyrii. Powszechne było składanie ofiar z wołów i owiec. Zachowały się ślady ofiar z jeńców. Obrzędy sprawowano w wykutych w skale świątyniach, które swoim kształtem przypominały zigguraty. Na czele panteonu bogów urartyjskich stali Chaldi, Tejszeba i Sziwini. Głównym ośrodkiem kultu Chaldiego był Musasir. Bóstwo było czczone także w kilku miastach na północy sąsiedniej Asyrii. Zburzenie Musasira przez Sargona II w 714 roku p.n.e. przyczyniło się do osłabienia kultu Chaldiego.
W jednej ze świątyń odkryto tabliczkę ze spisem bogów i liczbą zwierząt, które należało złożyć każdemu bóstwu w ofierze.

## Sztuka
Określenie „sztuka Urartu” należy rozumieć jako sztukę plemion posługujących się językiem urartyjskim i stanowiących główny element państwowości Urartu w okresie jego istnienia. Zabytki, charakterystyczne dla sztuki urartyjskiej, zostały znalezione w centralnej części państwa i miejscach niegdysiejszych ośrodków władzy i kultów religijnych. Różnią się one od znalezisk w innych częściach kraju. Rozkwit sztuki Urartu przypada na okres największej jego potęgi. Większość znalezisk pochodzi z czasów panowania Menui, Argisztiego I i Saruriego II. Wpływy kultury asyryjskiej utrudniają niekiedy badania. Liczne przedmioty, znajdujące się muzeach, przedtem należały do prywatnych kolekcjonerów, którzy niekiedy nabywali je od rabusiów grobów na czarnym rynku. W takich przypadkach naukowcy nie zawsze mogą dokładnie określić, czy przedmiot należy do sztuki asyryjskiej, czy urartyjskiej.
Sztuka Urartu powstała pod wpływem skanonizowanej sztuki asyryjskiej. Wytworzyła jednak kilka własnych reguł, między innymi, mocną kolorystykę malowideł. Do odnalezionych dzieł sztuki urartyjskich należą odłamki tronu królewskiego z brązu, którego części trafiły do Muzeum Brytyjskiego i Ermitażu, oraz charakterystyczne figurki, ozdoby, broń, uzdy.
Większość z zachowanych budowli urartyjskich ma charakter obronny. Twierdze budowano przeważnie w ciężkodostępnych miejscach: na skałach, wzniesieniach, nad wodą. Mury cyklopowe z kamieni o wymiarach 6x0,8x0,8 m miały do trzech metrów szerokości. Górne części twierdz wykańczano cegłami z dodatkiem słomy. Większość warowni służyła tylko do obrony. Twierdze budowano bez fundamentów. Ważnym elementem była możliwość doprowadzenia wody. Istniały także potężne cytadele, chroniące miasta, na przykład, miasto-twierdza Tejszebaini zajmowało obszar czterech hektarów i miało około stu pięćdziesięciu pomieszczeń. Potężna architektura obronna przyśpieszyła proces zjednoczenia plemion i rozwój państwowości.
Osady urartyjskie cechowała geometryczność. Zarówno mury, jak i ulice przebiegały po wymierzonych prostych liniach i posiadały dodatkowe kontrforsy. W celach oszczędności budynki mieszkalne i gospodarcze miały niekiedy wspólne ściany wewnętrzne.
Sposób budowy niektórych świątyń Urartu przypominał frygijskie i paflagońskie obiekty sakralne. Do nich nawiązuje świątynia w Musasirze. Mury większości budowli urartyjskich były malowane, na wzór tradycji późnoasyryjskiej i babilońskiej.

## Dziedzictwo

Granice Urartu a granice państw współczesnych

Kilka dekad przed zniszczeniem Urartu było bogatym i potężnym państwem. Sposób budownictwa monumentalnego wyróżniał się na tle innych państw Azji Przedniej. System budowania konstrukcji hydrotechnicznych był niekiedy doskonalszy od konstrukcji w pozostałych państwach starożytnego Wschodu. Tym niemniej wykorzystywanie tych osiągnięć skupiało się przeważnie wokół ośrodków władzy. Po zdobyciu i zburzeniu centrów politycznych Urartu w dużej mierze utraciło swoje dziedzictwo.
Badania nad dokonaniami Urartyjczyków potwierdzają, że kultura urartyjska za pośrednictwem Medii wywarła swoje wpływy na państwo Achemenidów. Widoczne one są, między innymi, w architekturze i sztuce. Przypuszcza się, że Apadana w Persepolis budowana była pod wpływem jednej z monumentalnych budowli uraryjskich. Istnieją tezy, że piśmiennictwo państwa Achemenidów zapożyczone zostało z Urartu.
Tematem dyskusji naukowych są wpływy kultury urartyjskiej na architekturę i sztukę klasycznej Grecji oraz na kulturę scytyjską.
Najbardziej z osiągnięć kultury urartyjskiej skorzystały jednak narody zamieszkujące Kaukaz po upadku Urartu, dotyczy to w szczególności kultury Wielkiej Armenii – państwa, które powstało na terytorium Urartu kilka stuleci po jego upadku. W mniejszym stopniu dziedzictwo Urartu przejęły organizmy państwowe na obszarze dzisiejszych Azerbejdżanu i Gruzji.
Przedmiotem debat naukowych jest zagadnienie dziedziczenia kultury Urartu przez Armenię. Ta kwestia w ormiańskich środowiskach naukowych ma zabarwienie polityczne i mitologiczne. W Armenii popularnością cieszą się różne nienaukowe teorie, które utożsamiają ten kraj z Urartu i próbują udowodnić autochtoniczność Ormian na Wyżynie Armeńskiej. Koncepcje te nie znajdują poparcia w kręgach naukowych, gdzie uznaje się jedynie częściowe wchłonięcie dorobku kulturowego Urartyjczyków przez Ormian.
Po podbiciu terytorium Urartu przez Medów, na Wyżynie Armeńskiej nastąpił proces zanikania kultury urartyjskiej. Osiągnięcia Urartyjczyków zostały zapomniane, z wyjątkiem Skały Wan i twierdzy Erebuni, które były używane przez Achemenidów. Większość mieszkańców wyżyny nadal zajmowała się rolnictwem. Nastąpił regres społeczeństwa do poziomu plemienia. Nie odnaleziono żadnego potwierdzenia na istnienie handlu w tym okresie. Źródła pisane dotyczące Armenii pochodzą dopiero z V wieku p.n.e. Nie znaleziono także śladów nowego budownictwa w okresie od upadku państwa do I wieku n.e. Starożytni geografowie i historycy nie wspominają o istnieniu ośrodków miejskich na tym obszarze. Na mieszkańców Wyżyny Armeńskiej po upadku państwa składali się Urartyjczycy, Huryci, Semici, Hetyci, Luwijczycy i plemiona protoormiańskie. W drugiej połowie pierwszego tysiąclecia p.n.e. proces powstawania narodowości ormiańskiej znajdował się w końcowym stadium rozwoju.
Po podbiciu Wyżyny Armeńskiej przez Achemenidów mieszkańcy byłego Urartu nie mieli alternatywnej drogi rozwoju kulturowego. Dlatego znaleźli się pod wpływem zwycięzców: na tym obszarze upowszechnił się zoroastryzm, który przetrwał do przyjęcia chrześcijaństwa. Tym niemniej za pośrednictwem Achemenidów wpływy kultury urartyjskiej przenikały do Armenii. Widoczne to było w ubiorze oraz używaniu urartyjskich dzieł sztuki, na przykład wyrobów jubilerskich. Społeczeństwo Wyżyny Armeńskiej odziedziczyło część urartyjskich konstrukcji hydrotechnicznych, potrzebnych do rolnictwa. Kanał Menua jest w użyciu do dziś. Język ormiański wchłonął wiele słów z języków urartyjskiego i huryckiego. Właściwie część Hurytów i Urartyjczyków zasymilowała się z Ormianami, tworząc jedną z dziedzin badań etnogenezy Ormian.